# Cantone di Cosne-Cours-sur-Loire-Sud
Il Cantone di Cosne-Cours-sur-Loire-Sud era una divisione amministrativa dell'arrondissement di Cosne-Cours-sur-Loire.
È stato soppresso a seguito della riforma complessiva dei cantoni del 2014, che è entrata in vigore con le elezioni dipartimentali del 2015.
Comprendeva parte della città di Cosne-Cours-sur-Loire e i comuni di:
- Alligny-Cosne
- Pougny
- Saint-Loup
- Saint-Père